# Vilém Goppold von Lobsdorf
Vilém Goppold von Lobsdorf (født 28. maj 1869, død 12. juni 1943), også kendt som Vilém Goppold z Lobsdorfu, var en bøhmisk fægter, som deltog i to olympiske lege i årene inden første verdenskrig.

## Fægtekarriere
Von Lobsdorf fægtede for klubben CSK Riegel. Han deltog i OL 1908 i London i alle fire officielle konkurrencer samt den uofficielle i fleuret, hvor resultaterne ikke kendes. I den individuelle kårdekonkurrence nåede han anden runde, og i kårdeholdkonkurrencen var han med til at komme i kvartfinalen. Bedst gik det for ham i sabel, hvor han i den individuelle konkurrence vandt sin indledende pulje og blev toer i sin pulje i anden runde. Derpå vandt han sin semifinalepulje og kom derfor i finalepuljen, hvor han vandt fire kampe og tabte to, hvilket var nok til en tredjeplads efter de to ungarere, Jenő Fuchs, der vandt guld, og Béla Zulawszky. I holdkonkurrencen, som blev afviklet efter bergvallsystemet, vandt Bøhmen først over Nederlandene og derpå i semifinalen over Frankrig, men så tabte i finalen til Ungarn, der fik guld. Italien, som havde tabt til Ungarn i semifinalen, vandt derpå over Tyskland, som havde tabt til Ungarn tidligere, og blev nummer to, mens Bøhmen blev nummer tre. Bøhmens hold bestod derudover af brødrene Vlastimil Lada-Sázavský og Otakar Lada samt František Dušek og Bedřich Schejbal.
Von Lobsdorf deltog også i OL 1912 i Stockholm i kårde og sabel, hvor han dog ikke deltog i de individuelle konkurrencer. I kårdeholdkonkurrencen nåede Bøhmen semifinalen og blev nummer syv (sidst i sin pulje), mens holdet i sabel nåede finalen, hvor det blev til en fjerdeplads.
Von Lobsdorf blev bøhmisk mester i sabel i 1909, 1910 og 1913, og han blev toer i 1911, mens han blev toer i fleuret i 1911 og 1912.

## Familie
Hans to sønner, Vilém og Karel, var også fægtere og deltog sammen med faderen i OL 1912. Senere stødte han sønnen Vilém fra sig, da denne flyttede til Tyskland, tog navnet Wilhelm og aktivt støttede tyskerne under anden verdenskrig.